# Tortuga de riu gegant
La tortuga de riu gegant o tortuga d'Arrau (Podocnemis expansa) és una tortuga de la família Podocnemididae, que amaga el cap doblegant-lo lateralment al cos. Viu als rius i llacunes de la conca del riu Amazones i de l'Orinoco, a Colòmbia, Veneçuela, Guyana, l'Equador, el Brasil, el Perú i Bolívia. Sovint es poden veure en grups descansant sobre troncs caiguts als rius o en platges.
Tenen la closca de color gris, negrós o marró fosc. En les femelles mesura de 70 cm. a 1 m. i en els mascles de 30 a 55 cm. La femella posa de 60 a 140 ous i la incubació dura uns 2 mesos. Els ous són comestibles i han estat recol·lectats en excés. Aquest fet, juntament amb caça indiscriminada d'adults, posa en perill el futur de l'espècie.

## Programa de conservació
L'any 1989, es decretà el Refugi de fauna silvestre de la tortuga d'Arrau, amb la finalitat de protegir les principals platges de niació d'aquest rèptil, en territori veneçolà. Des d'aquell mateix any, a través del Ministeri de l'Ambient i dels Recursos Naturals i de la Guàrdia Nacional, amb el suport d'organitzacions no governamentals, es porta executant el programa de conservació, el qual té com a objectiu principal la supervivència de l'espècie, reforçant i accelerant la recuperació de les seves poblacions naturals.
En el marc del programa, es preveuen accions de protecció, maneig i educació ambiental. Les tasques de protecció s'implementen al llarg de l'any i s'incrementen durant l'època reproductiva, amb l'objectiu d'evitar la caça il·legal. Entre les accions de maneig es troba, la pressa de dades biològiques, el trasplantament de nius que corren perill de perdre's per l'increment del nivell del riu, el rescat de nounats provenint de nius trasplantats i naturals, i a partir de 1992 i des de 1994 amb el suport de FUDECI, la cria en captivitat per un any per l'alliberament al medi ambient. Més recentment, el Ministeri del Poder Popular per a l'Ambient ha incorporat al programa, els pobladors del refugi i la seva àrea d'influència, fomentant la participació comunitària en les accions de maneig, protecció, i educació ambiental.